# Univers (lletra tipogràfica)
Univers és un  tipus de lletra, ideada pel tipògraf suís Adrian Frutiger en 1957. És un dels majors èxits tipogràfics de la segona meitat del segle xx.

## La revalorització del pal sec
Els tipus de lletra denominades grotesques tenien grans virtuts: objectivitat, absència de demostracions personals, formes sòlides d'aspecte neutre. Però també tenien un gran defecte: falta de sensibilitat.
El 1952, Charles Peignot va adquirir els drets de la Photon-Lumitype a Europa. Adrian Frutiger va ser l'encarregat de redibuixar les tipografies ja existents a partir de les peces de plom. El problema que van trobar amb la fotocomposició és que moltes de les tipografies es desenfocaven, els cantons semblaven arrodonits i les terminacions més fines desapareixien per causa d'il·luminacions inadequades. Adrian Frutiger es va veure amb la necessitat de crear una lletra tipogràfica que s'adaptés als temps moderns de la fotocomposició. Però la seva idea era dissenyar una família molt extensa, que fos lleugera, elegant i multifuncional.
L'aparició de la Univers va suposar la revalorització de les  grotesques que hi havia fins al moment. Adrian Frutiger la va crear sobre la idea que l'escriptura és un bé cultural, que es transmet pels nostres avantpassats. Les seves formes han estat creades amb molt de respecte cap a les formes del passat.
La Univers, escapa també de les formes geomètriques i  constructivistes. Els blancs interns de la lletra són més grans que els blancs d'entre les lletres, Les astes verticals són més gruixudes que les horitzontals i les diagonals tenen un gruix intermedi. L'ull no es desvia devers cap ornament ostentós, ja que ha estat creada sota un rigorós i harmoniós principi de construcció.
Univers comporta una família tipogràfica molt rica des del primer moment. El punt central és la Univers 55 i a partir d'ell es creen totes les altres. Les possibilitats de combinació entre les sèries de la Univers són molt extenses i si es mesclen diferents gruixos s'acoblen perfectament els uns amb els altres.

## Sistema de numeració Univers
Dins d'un  tipus de lletra es poden trobar una varietat gran de gruixos i de pesos. Adrian Frutiger va crear un sistema de classificació que mostra totes les variacions que pot arribar a tenir un tipus de lletra.
El tipus Univers va inaugurar aquesta taula, ja que aquest tipus de lletra té una família molt extensa. Al principi tenia 21 variacions en cinc pesos i quatre gruixos. Actualment inclou més de cinquanta tipus de lletra.
Aquest sistema consisteix en "definir" la lletra amb un sistema numèric de dues xifres. Les desenes corresponen al gruix de les astes i la segona a la forma de la lletra. Els nombres parells corresponen a les lletres romanes i els senars per a les cursives.
El número 55 és la sèrie amb el gruix normal i rodona, 56 defineix el gruix normal i el traç cursiva, i 57 indica una lletra condensada.
La taula va del 30 (la lletra més estreta) a més de 80 (les més amples). Per exemple, 45 indica una sèrie fina i romana, 46 una sèrie fina i cursiva, 75 una sèrie negreta i romana, i 76 una sèrie negreta i cursiva.
El nombre utilitzat en un tipus de lletra és una concatenació de dos nombres. El primer grup defineix el pes, mentre que el segon defineix l'amplada i posició.
|               | Sufix        | Sufix                | Sufix  | Sufix          | Sufix                    | Sufix   | Sufix      | Sufix              | Sufix            | Sufix               |
| Nombre        | 1            | 2                    | 3      | 4              | 5                        | 6       | 7          | 8                  | 9                | 10                  |
| ------------- | ------------ | -------------------- | ------ | -------------- | ------------------------ | ------- | ---------- | ------------------ | ---------------- | ------------------- |
| Pes           | -            | Ultra lleugera       | Fina   | Lleugera       | Normal, Roman, o Regular | Mitja   | Forta      | Pesant             | Negra            | Ultra o Extra Negra |
| Ample i forma | Ultra Estesa | Ultra Estesa Obliqua | Estesa | Estesa Obliqua | Normal                   | Obliqua | Condensada | Condensada Obliqua | Ultra Condensada | -                   |

(Nota: El tipus de lletra  obliqua no és el mateix que cursiva)
Aquesta taula també s'ha ampliat a altres tipus de lletra, com l'Helvetica, la  Frutiger i la Rotis.

## Sistema de numeració Linotype
A la família de tipus de lletra "Linotype Univers", s'utilitza un sistema de 3-caràcters. El primer caràcter descriu el pes del tipus, el segon caràcter descriu l'ample del tipus, el tercer caràcter descriu la posició.
|        | Sufix | Sufix          | Sufix      | Sufix    | Sufix   | Sufix | Sufix | Sufix  | Sufix | Sufix       |
| Nombre | 0     | 1              | 2          | 3        | 4       | 5     | 6     | 7      | 8     | 9           |
| ------ | ----- | -------------- | ---------- | -------- | ------- | ----- | ----- | ------ | ----- | ----------- |
| Pes    | -     | Ultra lleugera | Prima      | Lleugera | Regular | Mitja | Forta | Pesant | Negra | Extra Negra |
| Ample  | -     | Comprimida     | Condensada | Bàsica   | Estesa  | -     | -     | -      | -     | -           |
| Forma  | Roman | Obliqua        | -          | -        | -       | -     | -     | -      | -     | -           |

## Tipus d'Univers i famílies[4]

### Univers Font Family (1957)
(Linotype Originals)
La família de la Univers és un tipus de lletra ideal per a qualsevol necessitat tipogràfica, ja que té l'avantatge de poder combinar la gran varietat de pesos i estils.
Actualment disposa de 59 pesos i quatre pesos Linotype Univers per a màquina d'escriure.
Combina també amb altres tipus de diferents estils i orígens: Lletres d'estil antic (Janson Text, Meridien, Sbon, Wilke), d'estil modern (Linotype Centennial, Walbaum), Slab serif (Egyptienne, Serifa), o manuscrites (Brush Script, Mistral)
Fonts tipogràfiques:
Univers 39 Thin Ultra Condensed
Univers 45 Light, Univers 45 Oblique
Univers 47 Light Condensed, Univers 47 Light Condensed Oblique
Univers 49 Light Ultra Condensed No2
Univers 53 Extended, Univers 53 Extended Oblique
Univers 55 Roman, Univers 55 Roman Oblique
Univers 57 Condensed, Univers 57 Condensed Oblique
Univers 59 Ultra Condensed
Univers 63 Bold Extended, Univers 63 Bold Extended :Oblique
Univers 65 Bold, Univers 65 Bold Oblique
Univers 66 Bold Italic,
Univers 67 Bold Condensed, Univers 67 Bold Condensed Oblique
Univers 73 Black Extended, Univers 73 Black Extended Oblique
Univers 75 Black, Univers 75 Black Oblique
Univers 85 Extra Black, Univers 85 Extra Black Oblique
Univers 93 Extra Black Extended, Univers 93 Black Extended Oblique
Univers Central Europeu:
Univers CE 45 Light, Univers CE 45 Light Oblique
Univers CE 55 Roman, Univers CE 55 Roman Oblique
Univers CE 65 Bold, Univers CE 65 Bold Oblique
Univers CE 75 Black, Univers CE 75 Black Oblique
Univers Cyrillic:
Univers Cyrillic 39 Ultra Condensed Thin
Univers Cyrillic 45 Light, Univers Cyrillic 45 Light Oblique
Univers Cyrillic 47 Condensed Light, Univers Cyrillic 47 Condensed Light Oblique
Univers Cyrillic 49 Ultra Condensed Light
Univers Cyrillic 55 Roman, Univers Cyrillic 55 Oblique
Univers Cyrillic 55 Roman Oblique
Univers Cyrillic 57 Condensed Roman, Univers 57 Condensed Oblique
Univers Cyrillic 59 Ultra Condensed Roman
Univers Cyrillic 65 Bold, Univers Cyrillic 65 Bold Oblique
Univers Cyrillic 67 Condensed Bold, Univers Cyrillic 67 Condensed Bold Oblique
Univers Cyrillic 75 Black,Univers Cyrillic 75 Black Oblique
Univers Cyrillic 85 Extra Black, Univers Cyrillic 85 Extra Black Oblique

### Linotype Univers Font Family (1999)
(Platinum Collection)

### Univers Next Font Family (2010)
(Platinum Collection)
Dissenyada per Adrian Frutiger i Linotype Design Studio en 2010. És una versió totalment modificada de la família tipogràfica original Univers de 1957. Totes les lletres van estar redibuixades, millorant els fins de les astes i les proporcions més coherents.
Es van redissenyar els tipus de negreta condensat per facilitat la seva legibilitat en pantalla.
També s'ha actualitzat el sistema de numeració sistematitzada.
Fonts tipogràfiques:
Univers Next 130 Basic Ultra Light, Univers Next 131 Basic Ultra Light Italic
Univers Next 230 Basic thin, Univers Next 231 Basic thin Italic
Univers Next 330 Basic Light, Univers Next 331 Basic Light Italic
Univers Next 430 Basic Regular, Univers Next 431 Basic Italic
Univers Next 530 Basic Medium, Univers Next 531 Basic Medium Italic
Univers Next 630 Basic Bold, Univers Next 631 Basic Bold Italic
Univers Next 730 Basic Heavy, Univers Next 731 Basic Heavy Italic
Univers Next 830 Basic Black, Univers Next 831 Basic Black Italic
Univers Next 930 Basic Extra Black, Univers Next 931 Basic Extra Black Italic
Condensades:
Univers Next 120 Condensed Ultra Light, Univers Next 121 Condensed Ultra Light Italic
Univers Next 220 Condensed thin, Univers Next 221 Condensed thin Italic
Univers Next 320 Condensed Light, Univers Next 321 Condensed Light Italic
Univers Next 420 Condensed Regular, Univers Next 421 Condensed Italic
Univers Next 520 Condensed Medium, Univers Next 521 Condensed Medium Italic
Univers Next 620 Condensed Bold, Univers Next 621 Condensed Bold Italic
Univers Next 720 Condensed Heavy, Univers Next 721 Condensed Heavy Italic
Univers Next 820 Condensed Black, Univers Next 821 Condensed Black Italic
Univers Next 920 Condensed Extra Black, Univers Next 921 Condensed Extra Black Italic
Comprimides:
Univers Next 110 Compressed Ultra Light
Univers Next 210 Compressed thin
Univers Next 310 Compressed Light
Univers Next 410 Compressed Regular
Univers Next 510 Compressed Medium
Esteses:
Univers Next 140 Extended Ultra Light, Univers Next 141 Extended Ultra Light Italic
Univers Next 240 Extended thin, Univers Next 241 Extended thin Italic
Univers Next 340 Extended Light, Univers Next 341 Extended Light Italic
Univers Next 440 Extended Regular, Univers Next 441 Extended Italic
Univers Next 540 Extended Medium, Univers Next 541 Extended Medium Italic
Univers Next 640 Extended Bold, Univers Next 641 Extended Bold Italic
Univers Next 740 Extended Heavy, Univers Next 741 Extended Heavy Italic
Univers Next 840 Extended Black, Univers Next 841 Extended Black Italic
Univers Next 940 Extended Extra Black, Univers Next 941 Extended Extra Black Italic
Typewriter:
Univers Next 430 Typewriter Regular, Univers Next 431 Typewriter Italic
Univers Next 630 Typewriter Bold, Univers Next 631 Typewriter Bold Italic
Univers Next Cyrillic:
Univers Next Cyrillic Light, Univers Next Cyrillic Light Italic
Univers Next Cyrillic Regular, Univers Next Cyrillic Italic
Univers Next Cyrillic Bold, Univers Next Cyrillic Bold Italic
Univers Next Cyrillic Heavy, Univers Next Cyrillic Heavy Italic

## Annexes
- Llista de tipografies d'Adrian Frutiger